# ملعب بتروفسكي
ملعب بتروفسكي هو ملعب كرة قدم يقع في مدينة سانت بطرسبرغ الروسية . يسع الملعب لجلوس 20.985 متفرج . يعتبر الملعب الرسمي الذي يخوض فيه نادي زينيت سانت بطرسبرغ مبارياته . تم افتتاح الملعب في 16 أبريل سنة 1924.